# John Paul Jones
John Paul Jones (anglès: John Baldwin)  (Sidcup, 3 de gener de 1946) és un músic anglès nascut amb el nom de John Baldwin, nascut el 3 de gener del 1946 a Sidcup, Anglaterra, conegut principalment per haver estat integrant del grup Led Zeppelin.

## Biografia
El 1960 amb 14 anys va formar part d'un grup de dansa del seu pare, Joe Baldwin, i un any més tard va crear la seva pròpia banda.
Als anys 60 va començar a ser director i arranjador d'altres grups, així com pianista i baixista, participant en grups com els Outlaws, Mickey Most, the Mindbenders, the Everly Brothers, The Supremes, Rolling Stones, Jeff Beck, Donovan, entre d'altres.
És considerat com un dels més influents baixistes de rock de la història, destaca també la seva gran habilitat com a pianista i teclista.

## Led Zeppelin
Jones va deixar el seu treball com arranjador d'estudi per unir-se a la banda; tan aviat com es va assabentar dels plans de Jimmy Page, a l'estiu del 1968, li va preguntar si es podia unir.
En la seva època com a integrant de Led Zeppelin (1968- 1980), tocava el baix i el teclat, a més de diversos instruments per a sessions d'estudi, mandolina, flauta, etc. S'encarregava dels arranjaments de les cançons juntament amb Jimmy Page. Jones va ser crucial per a l'èxit de la banda, responsable de diverses cançons de Led-Zeppelin, per exemple "Black Dog" (Led Zeppelin IV) o "What Is and What Should Never Be" (Led-Zeppelin II). També es nota la seva influència musical a "No Quarter" (Houses of the Holy) o "Trampled Underfoot" (Physical Graffiti) cançons en les quals només usa teclats. També es pot apreciar el seu treball en els enregistraments acústics de Led-Zeppelin, en les quals freqüentment tocava la mandolina, la qual es pot escoltar a "Going to Califòrnia" (Led Zeppelin IV) i "That's the Way" (Led Zeppelin Iii), entre altres cançons.
És considerat com el membre de Led Zeppelin més versàtil, gràcies a la seva sapiència musical i la seva habilitat amb la guitarra, la mandolina, el banjo, i fins i tot la flauta dolça, a més del baix i el teclat. El més arrelat a la família i dotat d'un sentit de l'humor típicament britànic, a part de ser el més allunyat de les aficions ocultistes de Page.

## Després de Led Zeppelin
Quan el 1980 es va dissoldre Led-Zeppelin a causa de la mort del bateria John Bonham, Jones va començar en solitari la seva carrera amb les bandes sonores Scream for Help i The Secret Adventures of Tom Thumb i va gravar el seu primer treball en solitari titulat Zooma, al que va seguir The Thunderthief el 2001. Tampoc no s'ha d'oblidar la seva col·laboració amb músics d'estils tan aparentment allunyats de Led Zeppelin com Diamanda Galás, amb qui va compondre i gravar l'àlbum The Sporting Life el 1994.
Grups amb gran prestigi com R.E.M. li van demanar que els produís un dels seus últims treballs. Malgrat aquest prestigi, Jimmy Page i Robert Plant van perdre contacte amb John Paul els 90, ignorant-lo quan van gravar per a la MTV un clàssic concert "unplugged" (acústic). Tot i així, recentment han reprès el contacte: el 10 de desembre de 2007, com a part d'un tribut a Ahmet Ertegün, fundador d'Atlantic Records, la mítica superbanda dels 70 es va reunir un altre cop.
A mitjans del 2009 es va saber de la seva vinculació amb un nou projecte musical denominat Them Crooked Vultures junt amb Josh Homme, guitarrista de Queens Of The Stone Age i Dave Grohl, de Foo Fighters, a la bateria.

## Instruments
- Baix Fretless Fender Precision Bass

- Baix 1961 Fender Jazz Bass (Usat en concerts)

- Baix 1951 Fender Precision Bass

- Baix Fender Bass V

- Baix Ibanez Rd300

- Mandolina Gibson

- Mandolina acústica Andy Manson de tres colls, 12 cordes & 6 cordes (Usada en concerts)

- Alembic Triple Omega

- Alembic Series II

- Baix Custom made Pedulla Rapture

- Acoustic 360 Bass Amp

- Orgue Hammond

- Clarinet Hohner

- Hohner Electra-Piano

- Fender Rhodes

- Mellotron

- Piano Steinway

- Piano Yamaha CP-80

- Symbolic Sound Kyma system

- Sintetizador Korg Trinity

- Sintetitzador Yamaha Gx-1

- EMS VCS3

## Discografia

### Amb Led Zeppelin
- Led Zeppelin I (1969)

- Led Zeppelin II (1969)

- Led Zeppelin III (1970)

- Led Zeppelin IV (1971)

- Houses of the Holy (1973)

- Physical Graffiti (1975)

- The Song Remains The Same (1976)

- Presence (1976)

- In Through The Out Door (1979)

- Coda (1982)

- BBC Sessions (1997)

- How the West Was Won (2003)

### Com a Solista
- Scream For Help (1985)

- The Sporting Life (Diamanda Galas 1994)

- Zooma (1999)

- The Thunderthief (2001)

### Amb Them Crooked Vultures
- Them Crooked Vultures (2009)